# Paraprisomera
Paraprisomera é um género de bicho-pau pertencente à família Lonchodidae.
As espécies deste género podem ser encontradas no Sri Lanka.
Espécies:
- Paraprisomera coronata (Brunner von Wattenwyl, 1907)
- Paraprisomera taprobanae (Westwood, 1859)